# Villa Serrano
Villa Serrano es una pequeña localidad y municipio de Bolivia, capital de la provincia de Belisario Boeto en el departamento de Chuquisaca.
En Villa Serrano nació Mauro Núñez, uno de los más destacados compositores e intérpretes del charango que tuvo Bolivia. También nació en esta localidad el senador y presidente de la Cámara de Senadores Milton Barón Hidalgo.

## Demografía
De acuerdo con el censo boliviano de 2024, la población del municipio de Villa Serrano es de 8 961 habitantes.
La población del municipio disminuyó alrededor de un tercio entre 1992 y 2024, mientras que la población de la localidad ha aumentado en alrededor de dos tercios entre 1992 y 2012
| Año  | Habitantes (municipio) | Habitantes (localidad) | Fuente |
| ---- | ---------------------- | ---------------------- | ------ |
| 1992 | 12 617                 | 1916                   | Censo  |
| 2001 | 12 277                 | 2872                   | Censo  |
| 2012 | 11 159                 | 3298                   | Censo  |
| 2024 | 8 961                  |                        | Censo  |

## Transporte
Villa Serrano se encuentra a 214 kilómetros por carretera al este de Sucre, la capital de Bolivia.
Desde Sucre, una sección de la carretera nacional Ruta 6 de 1000 km de largo recorre en dirección sureste 187 km a través de los pueblos de Yamparáez, Tarabuco, Zudáñez y Tomina hasta Padilla y luego más hacia las tierras bajas de Bolivia. En Padilla se bifurca un camino vecinal en dirección norte, que luego de otros 27 kilómetros llega a Villa Serrano y continúa por Pucará y Guadalupe hasta Vallegrande y Mataral.

## Récord Guinness
En esta población se construyó un charango que fue acreedor el récord Guinness como el "Charango más grande del mundo", sus medidas son de 6.13 metros de altura y 1.13 metros de ancho y se interpreta con la ayuda de tres músicos, fue construido en homenaje al músico Mauro Núñez.